# Match radio États-Unis – URSS 1945
Le match radio États-Unis – URSS 1945 est un match d'échecs qui a opposé les États-Unis et l'Union soviétique en 1945 sur dix échiquiers entre le 1er septembre et le 4 septembre 1945. Les coups étaient transmis par télégraphe sans fil. C'est le premier match du genre et le premier événement sportif international après la fin de la Seconde Guerre mondiale.
Les deux pays étaient représentés par leurs dix maîtres les plus forts (à l'exception de Paul Keres) qui s'affrontaient dans un match de deux parties. La cadence était de 40 coups en 2 h 30 puis 16 coups à l'heure. Les coups étaient communiqués en utilisant le code Uedemann qui consiste à assigner à chaque case une combinaison de deux lettres, chaque coup étant constitué par un mot de quatre lettres. La transmission des coups prenait cinq minutes environ. L'équipe américaine séjournait à l'Hôtel Hudson de New York tandis que l'équipe soviétique jouait au club central des arts de Moscou. 
Les États-Unis avaient remporté la médaille d'or aux Olympiades d'échecs en 1931, 1933, 1935 et 1937. Les maîtres soviétiques étaient méconnus en Occident et jouaient rarement hors des frontières et l'URSS était absente des compétitions internationales. C'est donc avec surprise que l'URSS remporte nettement le match 15½ – 4½.

## Résultats
| Échiquier | États-Unis         | Résultat   | Union soviétique     |
| --------- | ------------------ | ---------- | -------------------- |
| 1         | Arnold Denker      | 0 – 2      | Mikhaïl Botvinnik    |
| 2         | Samuel Reshevsky   | 0 – 2      | Vassily Smyslov      |
| 3         | Reuben Fine        | ½ – 1½     | Issaak Boleslavski   |
| 4         | Al Horowitz        | 1 – 1      | Salo Flohr           |
| 5         | Isaac Kashdan      | 0 – 2      | Alexandre Kotov      |
| 6         | Herman Steiner     | 1½ – ½     | Igor Bondarevski     |
| 7         | Albert Pinkus      | 1 – 1      | Andor Lilienthal     |
| 8         | Herbert Seidman    | 0 – 2      | Viatcheslav Ragozine |
| 9         | Abraham Kupchik    | ½ – 1½     | Vladimir Makogonov   |
| 10        | Anthony Santasiere | 0 – 2      | David Bronstein      |
| Total     |                    | 4,5 – 15,5 |                      |

## Joueurs de réserve
Pour l'équipe des États-Unis, les joueurs suivants étaient disponibles en cas d'empêchement : Alexander Kevitz, Robert Willman, Jacob Levin, George Shainswit, Weaver W. Adams, Edward Lasker, Frederic Reinfeld, Edward S. Jackson, Jr., Samuel Factor, Martin C. Stark. Pour l'équipe soviétique, les réservistes étaient Aleksandr Konstantinopolski, Vitali Tchekhover, Iossif Roudakovski et Piotr Romanovski.